# Albert Chevallier Tayler

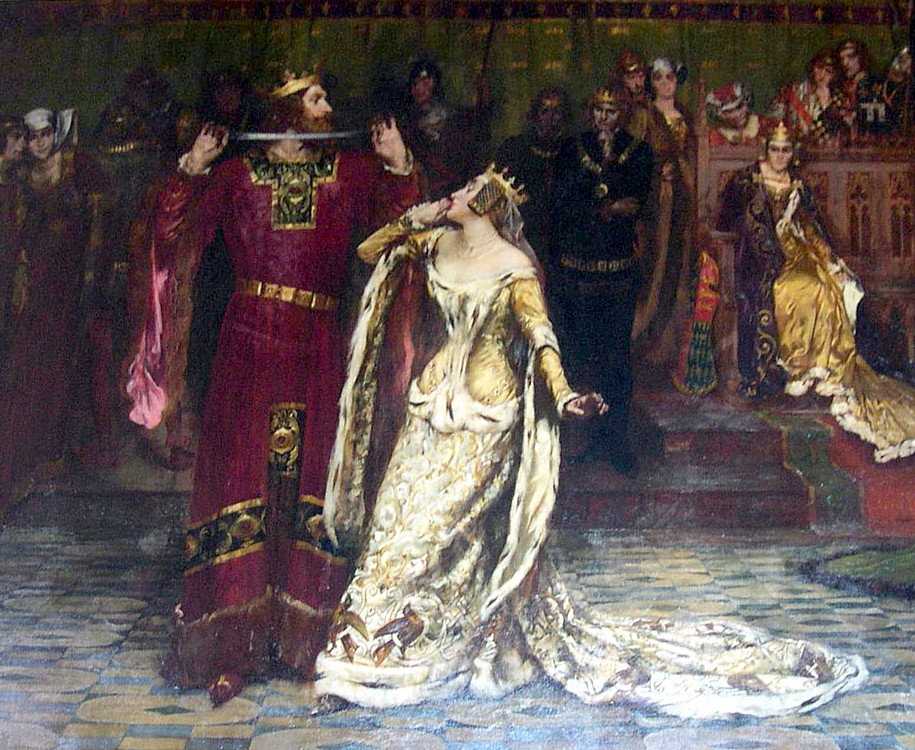
Ceremonia de la Jarretera pintada en 1901. Fuente: Colección de C. Michael Hogan

Albert Chevallier Tayler (1862-1925) fue un artista inglés que se especializó en retratos y pintura de género, pero también estuvo involucrado en los métodos al aire libre de la Newlyn School. Estudió en Heatherley's School of Art, Royal Academy Schools y con pintores de vanguardia en París. Se educó en la Escuela Bloxham en Oxfordshire.

## Primeros años en la Newlyn School
Es más conocido por su participación durante doce años en la Escuela de pintura de Newlyn. La Escuela Newlyn se generó después de que muchos artistas internacionales siguieran la estela marcada por la escuela Plenairismo en Francia, en la que los artistas dejarían París y emprenderían una vida rural en pequeñas colonias de pintores afines. Así, como artistas retornados de Francia a sus propios hogares, buscaron lugares remotos para congregarse y seguir aplicando el método plenairista en sus obras. La escuela de Newlyn también se conoce como impresionismo británico.
Una pintura típica de este período temprano es A Dress Rehearsal (1888), colgada en los Museos Nacionales de Liverpool. En esta pintura hace uso de luces y sombras basándose en una escena de género como pudo haber ocurrido en Cornualles. La Escuela Newlyn extrajo sus temas de la vida cotidiana en el entorno local. Otros artistas vinculados con la Newlyn School fueron Henry Scott Tuke, Thomas Cooper Gotch, Caroline Gotch, Stanhope Forbes, Leghe Suthers, Walter Langley y Elizabeth Armstrong. A su llegada a Newlyn, vivió en alojamientos en Belle Vue House de Henry & Elizabeth Maddern con Forbes y Blandford Fletcher.

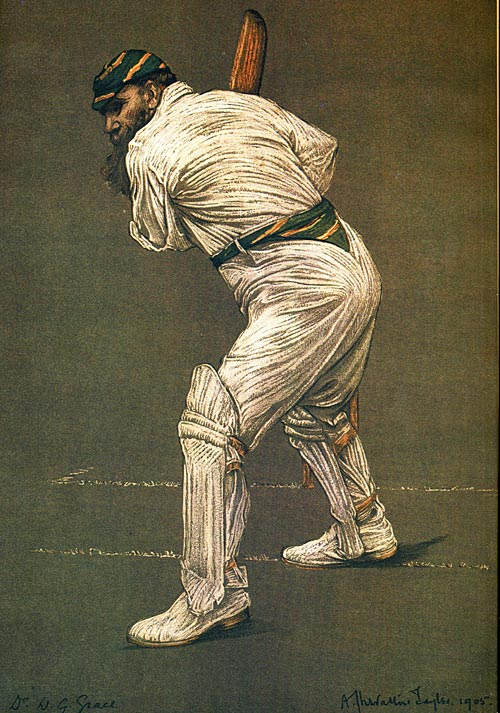
Retrato de WG Grace (1905)

## La etapa de Londres
Durante la década de 1890 mantuvo conexiones con el centro de arte de Londres y expuso regularmente en la Royal Academy; sin embargo, a principios de siglo se mudó a Londres y adoptó un estilo de vida urbano más refinado. Tayler comenzó a pintar escenas más grandiosas de las ciudades de Europa. En 1901 pintó una de sus obras más grandes y magistrales, The ceremony of the Garter, que representa la famosa escena de finales de la Edad Media en Eltham Palace en la que el rey Eduardo III recoge la liga caída de Juana de Kent. Este evento alrededor de 1348 llevó a Eduardo III a fundar la Orden de la Jarretera o la Liga.
En 1903, Tayler era famoso y recibió el encargo de pintar un gran panel en el Royal Exchange de Londres; la pintura resultante de The five kings representa a los reyes Eduardo III de Inglaterra, David I de Escocia, Pedro I de Chipre, Juan II de Francia y Valdemar IV de Dinamarca participando en una fiesta organizada por el Maestro de la Sociedad de Vinicultores en Londres en 1363.
En 1904 decora la Capilla de San Ignacio en la Iglesia del Sagrado Corazón de Wimblendon, con una serie de nueve escenas de la vida del santo que se inicia con la caída herido el 20 de mayo de 1521 defendiendo la plaza de Pamplona, hasta la profesión de los votos solemnes el 22 de abril de 1541 en la Basílica de San Pablo Extramuros de Roma.

Tayler era un ávido jugador de críquet y en 1905 produjo un conjunto de doce acuarelas de jugadores de críquet famosos y en su mayoría miembros de la realeza. Lord Leverhulme usó la serie para producir litografías y publicitar sus productos de jabón Lever Brothers. La promoción resultó popular y la National Portrait Gallery de Londres tiene nueve de estas imágenes colgadas. En 1906 pintó un cuadro famoso de un partido de cricket en curso, Kent vs Lancashire en Canterbury, que fue encargado por Kent. En junio de 2006, el condado vendió la pintura en una subasta por 680.000 libras esterlinas, un precio récord para una pintura de grillos.

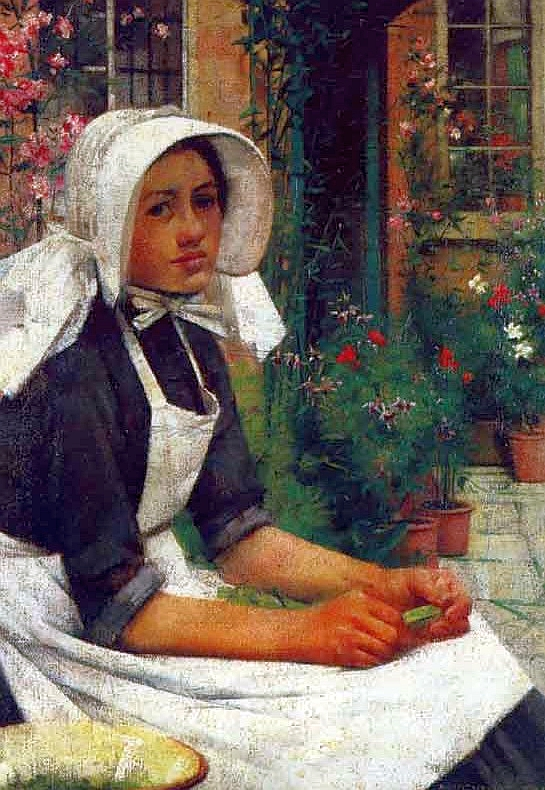
Girl shelling peas (1886)
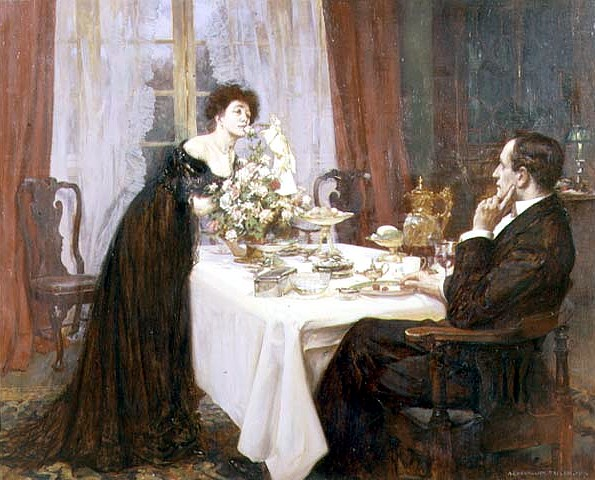
Elizabeth Barret Browning (1909)
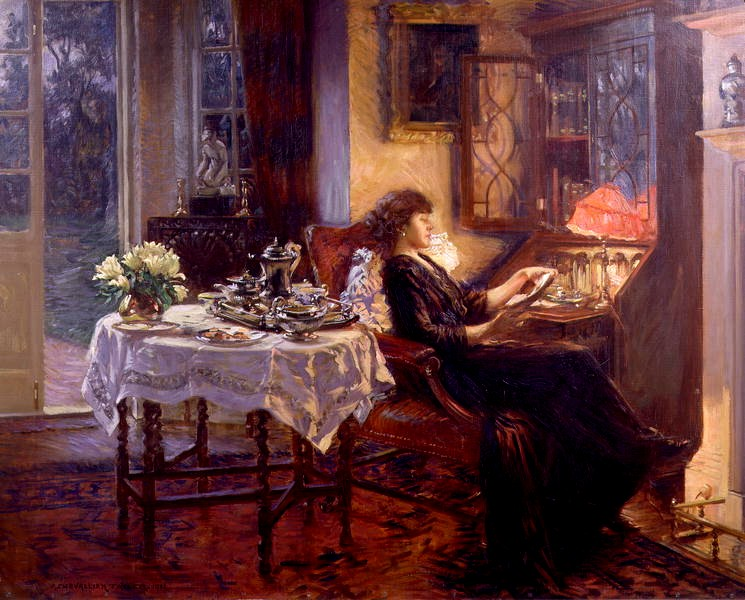
The quiet hour (1913)
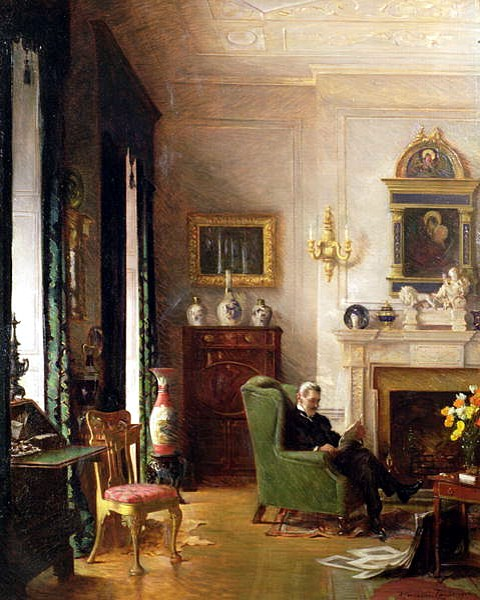
The grey drawing room (1917)
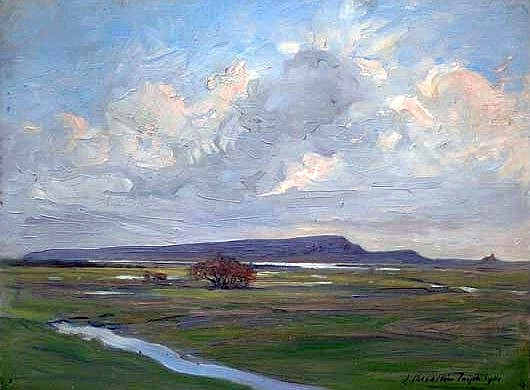
West Cornwall Landscape
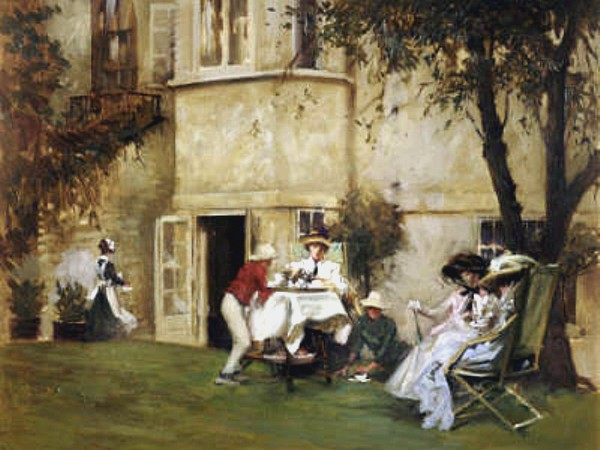
Tea in the garden